# Edgar Ilarde
Edgar "Eddie" U. Ilarde (Iriga, 25 augustus 1934 - Makati, 4 augustus 2020) was een Filipijns radio- en televisiepresentator en politicus .

## Biografie
Edgar Ilarde werd geboren op 25 augustus 1934 in de stad Iriga in Camarines Sur. Hij was een zoon van Emilio Ilarde en Agapita Ubalde. Zijn vader kwam als guerrilla gedurende de Tweede Wereldoorlog om het leven. Ilarde voltooide een bachelor-opleiding journalistiek aan de Far Eastern University. Nadien werkte hij voor radio en televisie. Hij werkte als presentator voor enkele radiozenders en werd bekend als presentator van het radioprogramma Kahapong Lamang op Channel 7. Ilarde presenteerde ook diverse televisieprogramma's.
Ilarde's politieke carrière begon toen hij in 1963 met de meeste stemmen werd gekozen in de stadsraad van Pasay. Bij de verkiezingen van 1965 werd Ilarde namens het 1e kiesdistrict van Rizal gekozen in het Filipijns Huis van Afgevaardigden. In het Huis was hij onder meer voorzitter van de Commissie voor Visserij, een van de indieners van de Police Reform Bill en was hij een van de tegenstanders van de Aid-to-Vietnam Bill. Ook zette hij zich in voor betaalbare huizen voor het arme deel van de bevolking en onthulde hij gedurende zijn periode in het Huis frauduleuze en corrupte praktijken. Na een termijn van vier jaar in het Huis slaagde Ilarde er bij verkiezingen van 1969 niet in om gekozen te worden in de Senaat van de Filipijnen.
Bij de eerstvolgende Senaatsverkiezingen stelde Ilarde zich opnieuw kandidaat. In de aanloop naar deze verkiezingen was hij een van de politici van de Liberal Party die gewond raakten bij de Bomaanslag op Plaza Miranda in 1971. Bij de verkiezingen in 1972 slaagde hij er ditmaal wel in om te worden gekozen in de Senaat van de Filipijnen. Zijn zesjarige termijn eindigde echter voortijdig toen president Ferdinand Marcos later dat jaar de staat van beleg uitriep en het Filipijns Congres ophief.
Na enkele jaren zonder parlement, werd in 1978 een nieuw Filipijns parlement opgericht. Ilarde was een van de politici die namens de partij van Marcos, Kilusang Bagong Lipunan voor de regio Metro Manilla werd gekozen in dit interim-Batasang Pambansa. Gedurende zijn periode in het Batasang Pambangsa viel hij op met een voorstel om de Filipijnen te hernoemen naar Maharlika. Bij de verkiezingen van 1992 en die van 2004 deed hij zonder succes mee aan de senaatverkiezingen.
Ilarde trouwde in 1957 met Sylvia Arrastia en kreeg met haar vijf zonen en twee dochters.

### Boeken
- Wilfredo P. Valenzuela (1968), Know Them: A Book of Biographies, Volume 3, Dotela Publications, Manilla
- The Philippine Officials Review, M & M Publications, Pasay, (1967)
- Asia Research Systems (1980), The Outstanding Leaders of the Philippines, Press Foundation of Asia, Manilla
- D. H. Soriano, Isidro L. Retizos (1981), The Philippines Who's who, 2nd ed. Who's Who Publishers, Manilla
- Remigio Agpalo, Bernadita Churchill, Peronilla Bn. Daroy en Samuel Tan (1997), The Philippine Senate, Dick Baldovino Enterprises

### Websites
- Bayani San Diego jr., Reminiscing with Kuya Eddie, Philippine Daily Inquirer (22 maart 2009)
- Online Roster of Philippine Legislators, website Filipijns Huis van Afgevaardigden (geraadpleegd op 25 juli 2015)
- Danny Dolor, ‘The Unsinkable’ Mr. Eddie Ilarde, The Philippine Star (21 april 2013)